# Batallón Abraham Lincoln
El Batallón Abraham Lincoln fue una organización de voluntarios provenientes de Estados Unidos que integraron unidades de las Brigadas Internacionales en apoyo de la Segunda República Española durante la Guerra Civil. Por extensión se denominó Brigada Lincoln a todas las fuerzas provenientes de Estados Unidos integradas en la XV Brigada Internacional. La mayoría de sus componentes eran miembros del Partido Comunista de los Estados Unidos o afiliados a otras organizaciones obreras de inspiración socialista.

## Historia
A diferencia de otros brigadistas, cuyo «cuartel general» se estableció en Albacete, los norteamericanos se concentraron a partir de 1936 en Figueras (Gerona) continuando su instrucción con el resto de los brigadistas de otras naciones en Albacete y quedando acuartelados en Tarazona de la Mancha y Villanueva de la Jara. En los comienzos su instrucción militar fue pobre e improvisada y, con comandantes como Robert Hale Merriman y Oliver Law, adolecieron de una falta de liderazgo militarmente competente hasta que Steve Nelson se hizo cargo de la unidad. En su bautismo de fuego, en febrero de 1937 contaba con 450 soldados. En total a lo largo de 1937 y 1938, unos 2500 estadounidenses engrosaron ese batallón, que, como tal unidad, estuvo compuesta en todo momento por entre 400 y 600 hombres y mujeres, aunque al final de cada batalla este número disminuía de forma considerable.
Durante la guerra, el batallón participó en la batalla del Jarama, defendiendo las comunicaciones entre Valencia y Madrid. También estuvieron presentes en las batallas de Brunete, Belchite y Teruel. En el verano de 1937 se integró en la unidad el Batallón Washington —diezmado, al igual que el Lincoln, durante los combates—, formado tan solo unas semanas atrás y liderado por el veterano de la Primera Guerra Mundial Hans Amlie. Es por ello que, a partir de entonces, también se conocería a dicho batallón con el nombre de «Lincoln-Washington».

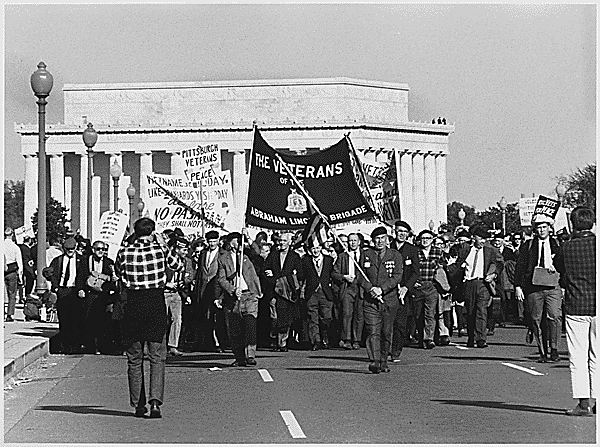
Veteranos de la Brigada Lincoln en una manifestación contra la guerra de Vietnam durante los años 60.

En España el Lincoln fue apreciado como uno más, pero en Estados Unidos fue considerado como un símbolo romántico de la lucha contra la desigualdad y la opresión fascista, y catalizó buena parte de la campaña a favor de la participación de Estados Unidos en la Segunda Guerra Mundial. No obstante, al final de la guerra civil fueron acusados de «simpatizantes de la Unión Soviética» y, durante la Caza de Brujas tras la Segunda Guerra Mundial en la que se persiguió a cualquier sospechoso de ser simpatizante del marxismo, fueron considerados un «peligro» para la seguridad nacional por parte del gobierno estadounidense. Sus miembros supervivientes mantuvieron cierta cohesión al regresar a su país, organizando reuniones periódicas de encuentro y conmemoración en los años sucesivos.
Edward Carter, que posteriormente combatió en la Segunda Guerra Mundial en el ejército estadounidense y que recibiría la más grande conderación, la Medalla de Honor, formó parte de este batallón durante la guerra civil española.

## Documentales y ficción

### Heroes invisibles, 2015 - Documental
En 2015, los directores Alfonso Domingo y Jordi Torrent, estrenan el documental Heroes invisibles: Afroamericanos en la Guerra Civil Española, donde tratan la realidad de los afroamericanos que participaron en el Batallón Lincoln y vinieron a unas lejanas tierras para luchar por la libertad, contra el racismo, y los derechos civiles que les negaban en su propio país.

### Adaptación a la ficción, 2018
A finales de 2018, el periodista y escritor estadounidense David Simon llegó a un acuerdo con la productora Mediapro para llevar a la ficción la historia del Batallón Lincoln en una miniserie de seis horas. La producción, que llevará por título A Dry Run (Ensayo), contará con los guionistas George Pelecanos y Dennis Lehane, que ya trabajaron con Simon en otras reconocidas series como The Wire o Los Soprano.

### Cómic "La Brigada Lincoln", 2018
En el año 2018 el guionista Pablo Durá Ruso y el dibujante Carles Esquembre publicaron el cómic "La Brigada Lincoln", una ficción basada en el devenir del grupo con Oliver Law como protagonista. En España la edición corrió a cargo de Planeta de Agostini Cómics. Unos pocos años después vio la luz la edición americana del cómic de la mano de la editorial Caliber Comics.